# Johann Lengoualama
Johann Diderot Lengoualama Boukamba (ur. 29 września 1992 w Moandzie) – gaboński piłkarz grający na pozycji napastnika. Od 2018 jest zawodnikiem klubu AS Mangasport.

## Kariera klubowa
Swoją karierę piłkarską Lengoualama rozpoczął w klubie AS Mangasport Moanda. W sezonie 2008 zadebiutował w jego barwach w pierwszej lidze gabońskiej. W sezonach 2009/2010 i 2010/2011 wywalczył z nim wicemistrzostwo kraju. W tym drugim przypadku zdobył też Puchar Gabonu.
W 2013 roku Lengoualama przeszedł do marokańskiego klubu Difaâ El Jadida. W sezonie 2013/2014 zdobył z nim Puchar Maroka. Wiosną 2015 grał w Renaissance Berkane, a latem 2015 przeszedł do Olympic Safi. Zimą 2016 trafił do FC Famalicão, a latem do Raja Casablanca, z którą w 2017 zdobył Puchar Maroka. W 2018 roku wrócił do AS Mangasport.

## Kariera reprezentacyjna
W reprezentacji Gabonu Lengoualama zadebiutował 14 listopada 2012 roku w zremisowanym 2:2 towarzyskim meczu z Portugalią, rozegranym w Libreville. W 2015 roku został powołany do kadry na Puchar Narodów Afryki 2015. Rozegrał na nim trzy mecze: z Gwineą Równikową (0:2), z Kongiem (0:1) i z Burkina Faso (2:0).